# Albert d'Autriche (1559-1621)
Pour les articles homonymes, voir Albert de Habsbourg.
Albert, archiduc d'Autriche, né le 15 novembre 1559 à Wiener Neustadt et mort le 13 juillet 1621 à Bruxelles, fils de l'empereur Maximilien II, est un noble autrichien de la maison de Habsbourg, vice-roi du Portugal de 1580 à 1593, gouverneur général des Pays-Bas de 1595 à 1598, puis souverain des Pays-Bas à la suite de son mariage avec Isabelle, fille de Philippe II, roi d'Espagne et souverain des Pays-Bas.

## Contexte historique

### La maison de Habsbourg
Au XVIe siècle, la maison de Habsbourg est représentée sur le trône impérial (électif) par 
- Maximilien Ier (1459-1519)
- Charles Quint (1500-1558), petit-fils de Maximilien et fils de Philippe le Beau mort en 1506
- Ferdinand Ier (1503-1564), frère de Charles Quint
- Maximilien II (1527-1576), fils de Ferdinand Ier
- Rodolphe II (1552-1612), fils de Maximilien II.

Maximilien Ier ayant épousé l'héritière de la Bourgogne et des Pays-Bas bourguignons, Marie de Bourgogne, et leur fils Philippe ayant épousé l'héritière de Castille et d'Aragon, Charles Quint se trouve détenteur d'un ensemble considérable de possessions en Europe, auxquelles s'ajoutent les possessions espagnoles d'outre-mer.
En 1555-1556, Charles Quint abdique ses pouvoirs, en les séparant entre :
- son fils Philippe, qui reçoit les Pays-Bas (les Dix-Sept Provinces) (octobre 1555) puis la couronne d'Espagne (janvier 1556) ;
- son frère Ferdinand, qui reçoit les possessions autrichiennes des Habsbourg (duchés autrichiens, Hongrie, Bohême, Croatie, etc.), et l'accès au trône impérial.

### L'insurrection des Pays-Bas sous le règne de Philippe II d'Espagne
Les dix-sept provinces des Pays-Bas (de l'Artois à la Frise orientale), réunies depuis 1384 par les ducs de Bourgogne, puis par Charles Quint, sont à partir de 1568 le lieu d'une insurrection contre Philippe II, sous la direction de Guillaume d'Orange (1533-1584), puis de son fils Maurice de Nassau (1567-1619) à partir de 1587.
En 1581, les insurgés proclament la déchéance de Philippe II (acte de La Haye), point de départ d'un nouvel État, les Provinces-Unies, réduites de fait aux sept provinces du nord à la suite de l'offensive menée par Alexandre Farnèse de 1581 à 1585 (prise d'Anvers le 18 août 1585).
La guerre se poursuit entre les Provinces-Unies et l'Espagne qui ne parvient pas à reprendre le contrôle des sept provinces rebelles. Au contraire, Maurice de Nassau réussit à s'emparer de plusieurs villes (Bréda, Deventer, Groningue). Alexandre Farnèse meurt en 1592 et est remplacé par Mansfeld jusqu'en 1594, puis par Ernest d'Autriche, frère aîné d'Albert.

## Biographie

### Origines familiales
Il est le cinquième fils de Maximilien II (1527-1576), fils de l'empereur Ferdinand (frère de Charles Quint et oncle de Philippe II).
Sa mère est Marie d'Autriche (1528-1603), fille de Charles Quint, sœur de Philippe II, cousine germaine de propre époux.

### Jeunesse et formation
En 1570, Albert, âgé de 11 ans, est envoyé à la cour de Madrid où son oncle, le roi Philippe II, veille sur son éducation.
Il oriente Albert vers une carrière ecclésiastique : en 1577, le jeune homme est fait cardinal par le pape Grégoire XIII (avec pour église Sainte-Croix de Jérusalem). Albert reçoit les ordres mineurs, mais n'est pas ordonné prêtre (ce qui lui permet le cas échéant de se marier pour assurer la perpétutation de la dynastie). Philippe II envisage de faire de lui le primat d'Espagne en le nommant à la tête de l'archevêché de Tolède, mais la longévité du titulaire, Gaspar de Quiroga y Vela (1512-1594), ne permet pas à ce projet d'aboutir.

### Vice-roi du Portugal (1580-1593)
Lorsque le Portugal devient une possession espagnole en 1580, Albert en est nommé vice-roi pour Philippe II ; il est aussi nommé légat pontifical et grand inquisiteur du Portugal et de son empire.
Dans les années 1585-1587, il participe aux préparatifs de l'Armada espagnole contre l'Angleterre, qui échoue en 1588 à Gravelines. Il subit ensuite la contre-offensive anglaise de 1589 (expédition Drake-Norreys), qui est aussi un échec (Lisbonne est attaqué en mai-juin 1589, mais les Anglais sont obligés de se replier).
En 1593, il est rappelé à Madrid. Des Irlandais, notamment Hugh O'Neill, à la recherche du soutien espagnol, proposent qu'il devienne roi d'Irlande, mais cela n'aboutit à rien.

### Gouverneur des Pays-Bas (1595-1598)
Ernest étant mort en 1595, son successeur aux Pays-Bas est Pedro Enríquez de Acevedo, mais au bout de quelques mois, Philippe II préfère le remplacer par Albert. Celui-ci arrive à Bruxelles le 2 février 1596.
Il doit alors combattre contre les Provinces-Unies et leurs alliés anglais, mais aussi contre la France, où le roi Henri IV (calviniste jusqu'en 1594) cherche à mettre fin à la huitième guerre de religion commencée en 1584 en obtenant la reddition des ligueurs soutenus par Philippe II.
Dès 1596, il s'empare d'Ardres, de Ham (Somme), de Guînes et de Hulst. Il perd cependant la ville de Calais au profit des Anglais.
L'année suivante, la bataille de Turnhout qui les oppose aux Hollandais est un échec pour les Espagnols.
Le 11 mars 1597, il prend Amiens.
Le conflit prend fin avec la paix de Vervins (2 mai 1598).

### Le mariage avec l'infante Isabelle (6 mai 1598)
En complément au traité de Vervins, qui marque un retrait complet de l'Espagne des affaires françaises, Philippe II décide de séparer la couronne d'Espagne (au profit de son fils Philippe) et la souveraineté sur les Pays-Bas (au profit de sa fille Isabelle, qui doit épouser Albert).
Le 5 mai 1598, Philippe promulgue un acte de renonciation, par lequel il formalise cette séparation. Une clause de cet acte stipule que si le couple princier s'éteint sans descendance, les Pays-Bas redeviendront possession du roi d'Espagne (chef des Habsbourg d'Espagne). La renonciation concerne en principe les dix-sept provinces, mais seules les dix provinces méridionales sont concernées de fait. La responsabilité et la charge d'une reconquête des sept autres incombe désormais à Albert et à Isabelle.
Le 6 mai 1598, Albert épouse sa cousine, l'infante Isabelle (1566-1633). 
De ce mariage naissent trois enfants, tous morts en bas âge :
- Philippe, né le 21 octobre 1605 ;
- Albert, né le 27 janvier 1607 ;
- Anne-Mauricette, née vers 1608/1609.

### Souverain des Pays-Bas

#### La période de guerre (1598-1608): le siège d'Ostende
Au début de cette période, Albert doit faire face à l'offensive lancée en 1600 par les Provinces-Unies, dont le but est d'anéantir le nid de corsaires de Dunkerque. Maurice de Nassau remporte la bataille de Nieuport (2 juillet 1600), mais cette victoire reste sans suite. L'année suivante, Albert engage le siège d'Ostende, ville restée sous le contrôle des protestants depuis des années. Le siège dure trois ans (4 juillet 1601-22 septembre 1604) et aboutit à la reddition de la ville. Mais l'armée espagnole a subi des pertes considérables et n'est pas en mesure de poursuivre le combat.
Par ailleurs, en 1604, le roi d'Angleterre Jacques Ier, successeur d'Elizabeth, met fin à la guerre anglo-espagnole commencée en 1685. Les Provinces-Unies perdent dont un allié. Le roi d'Angleterre les pousse au contraire à la négociation.
En 1608, les deux parties se rencontrent pour discuter les termes d'une trêve, qui est établie pour douze ans en 1609 par le traité d'Anvers (9 avril). Ces douze années (1609-1621) sont donc des années sans guerre aux Pays-Bas.

#### La période de la trêve de douze ans (1609-1621)
En 1611, Albert et Isabelle promulguent un « édit perpétuel » qui est le fondement d'un droit spécifique des Pays-Bas méridionaux. Il concerne le droit pénal, le droit civil et le droit public. Il institue l'obligation pour les curés d'enregistrer les baptêmes, mariages et sépultures. Il simplifie le droit coutumier, et s'efforce de développer l'économie, en encourageant les travaux d'intérêt public comme l'assèchement de marécages (notamment à la frontière de l'actuelle Flandre occidentale et de la France).
La cour de Bruxelles attire des artistes comme Rubens (1577-1640) ou Jan Brueghel l'Ancien (1568-1625).
En 1621, la mort de Philippe III d'Espagne (31 mars) est suivie de peu par celle d'Albert (13 juillet) en 1621.
Faute d’héritier, la souveraineté sur les Pays-Bas revient à Philippe IV (1605-1665), l'infante Isabelle devenant gouvernante générale en son nom.
La guerre reprend après la fin de la trêve. C'est seulement en 1648, que Philippe IV reconnaît l'indépendance de la république des Provinces-Unies, par le traité de Münster (16 janvier), qui entre dans le cadre des traités de Westphalie mettant fin à la guerre de Trente Ans.

## Historiographie: Albert d'Autriche et l'assassinat d'Henri IV
Selon l'historien français Jean-Christian Petitfils, Albert d'Autriche serait le commanditaire de l'assassinat d'Henri IV par Ravaillac le 14 mai 1610.
Cette opération aurait été organisée dans le cadre de la guerre de Succession de Juliers (1609-1614), à la suite de la fuite à Bruxelles d'Henri II de Bourbon-Condé et de son épouse Charlotte-Marguerite de Montmorency, dont Henri IV comptait faire sa maîtresse[pas clair].

## Galerie

Funérailles de l'Archiduc
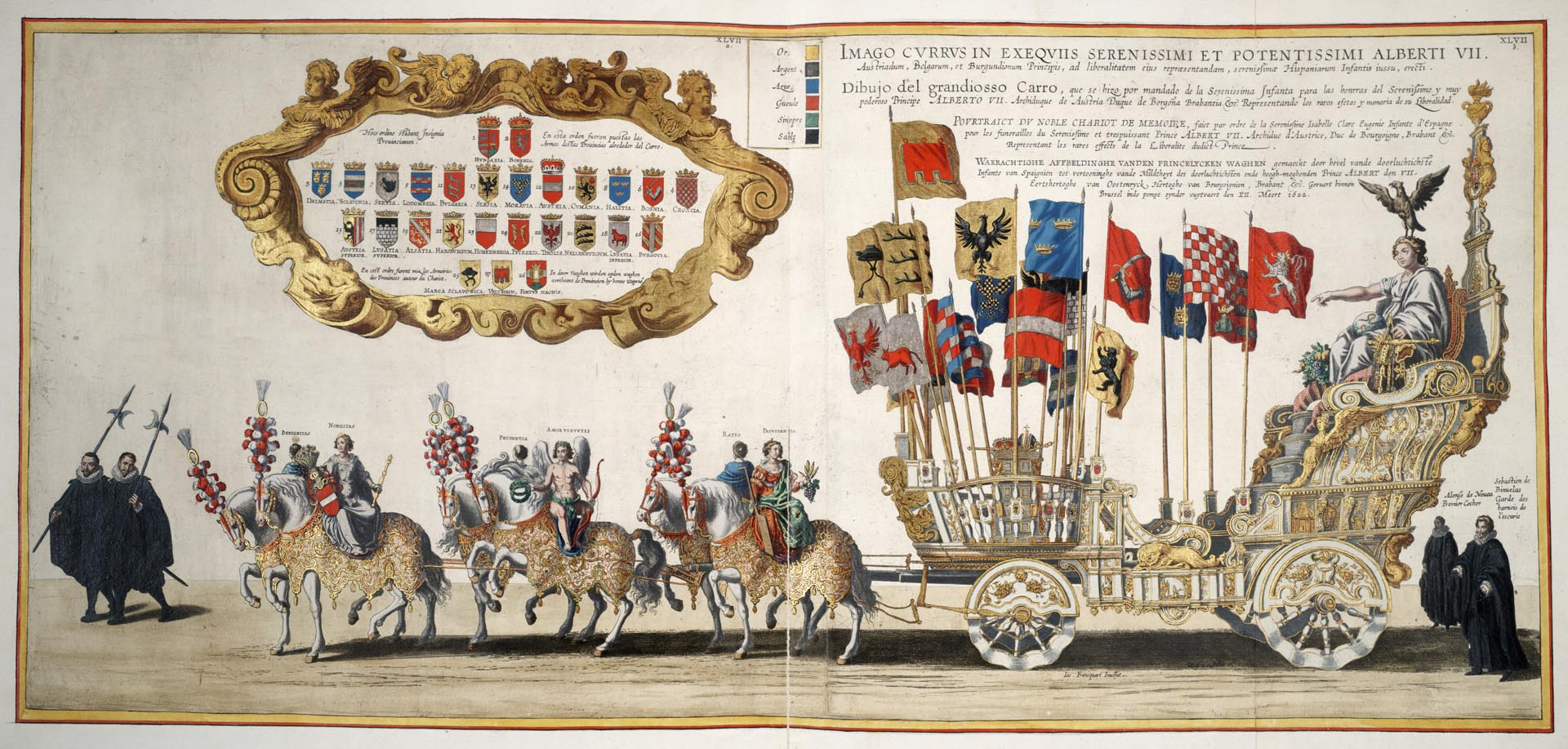
Cortège funèbre pour Albert VII.
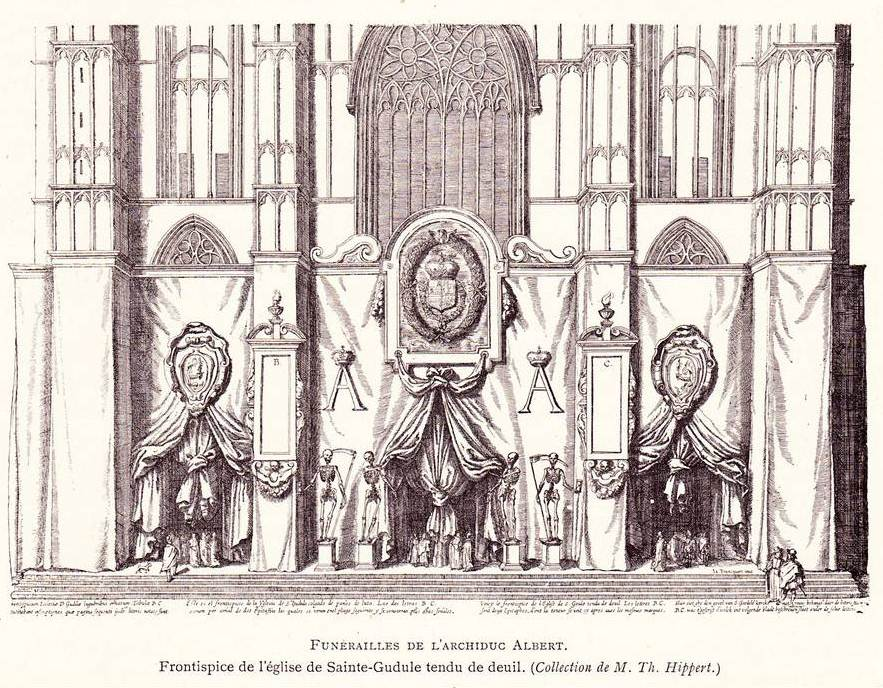
La cathédrale de Bruxelles tendue de deuil pour les funérailles de l'Archiduc Albert (1621).
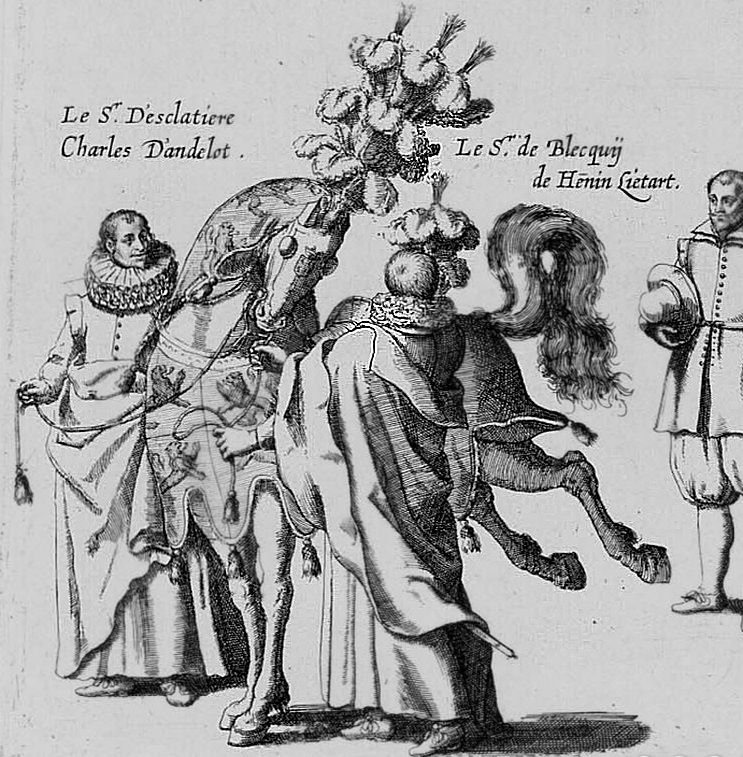
Procession funéraire
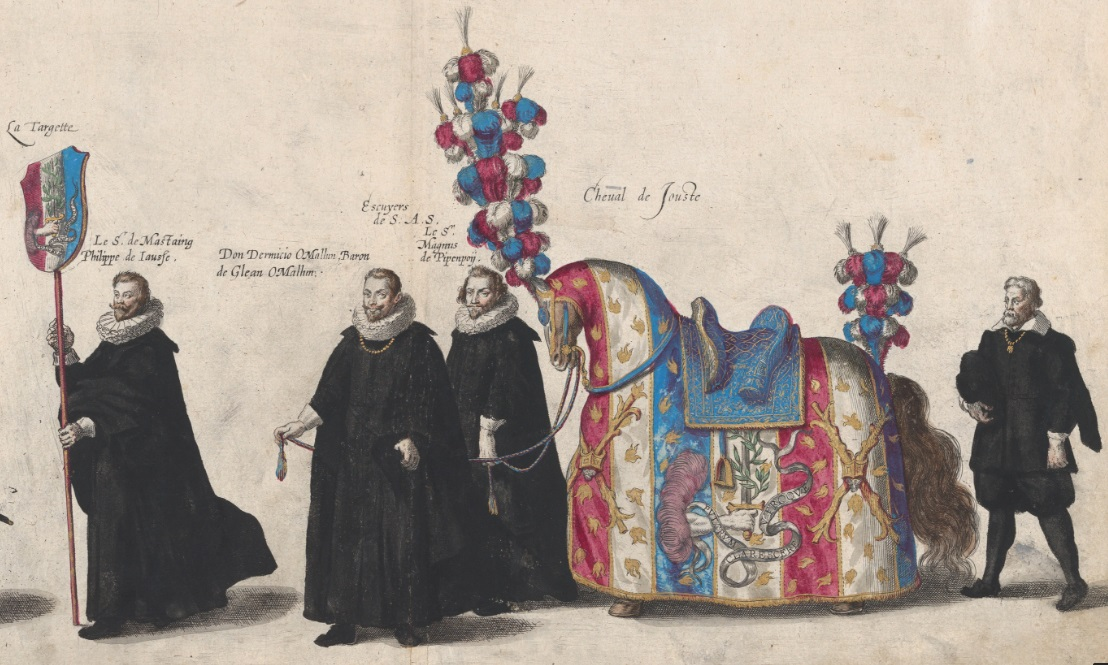
Cheval décoré durant les funérailles de Albert d'Autriche.

Portraits
Albert d'Autriche.
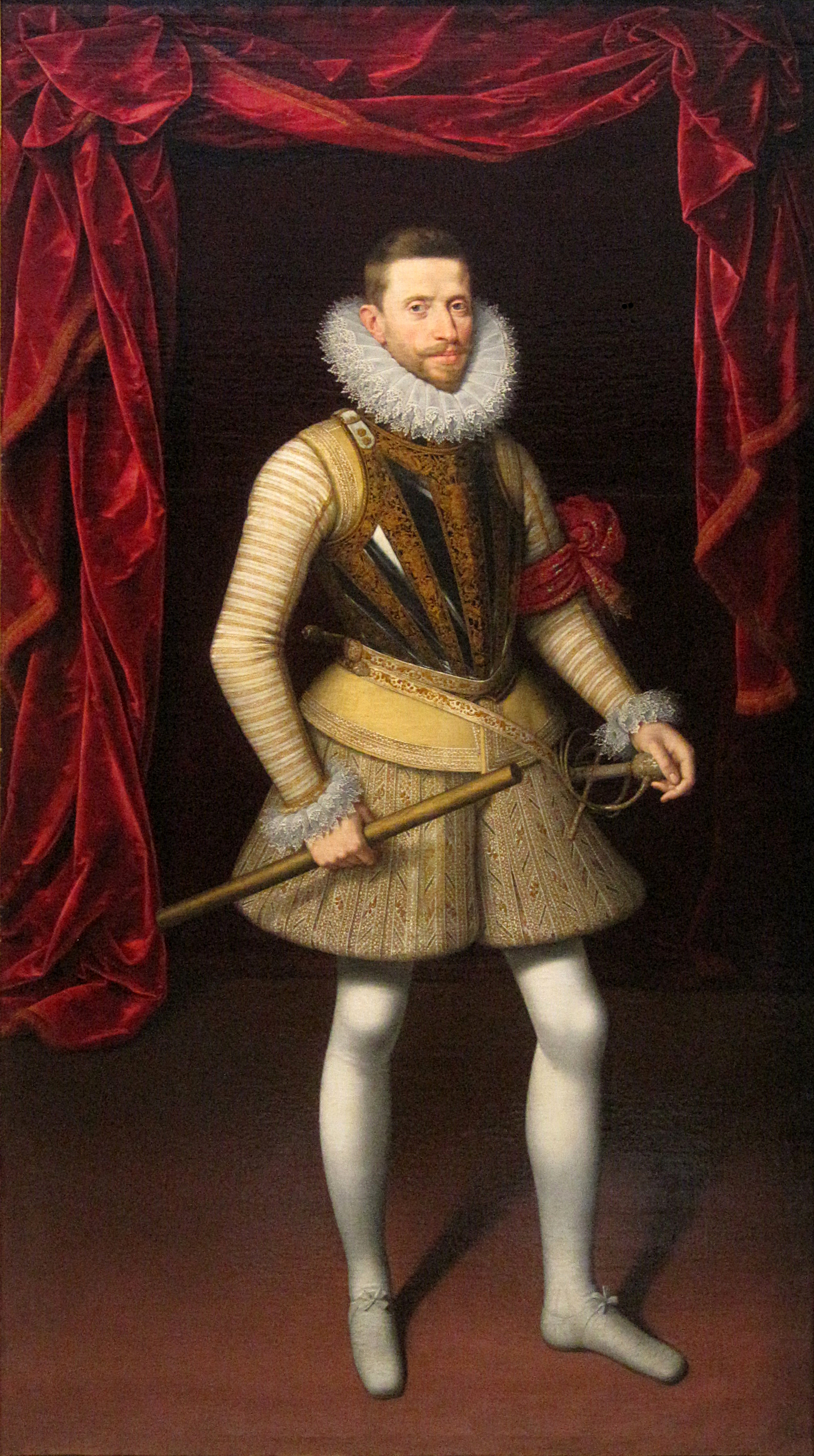
Portrait d'Albert d'Autriche par Frans Pourbus le Jeune (vers 1599-1600).
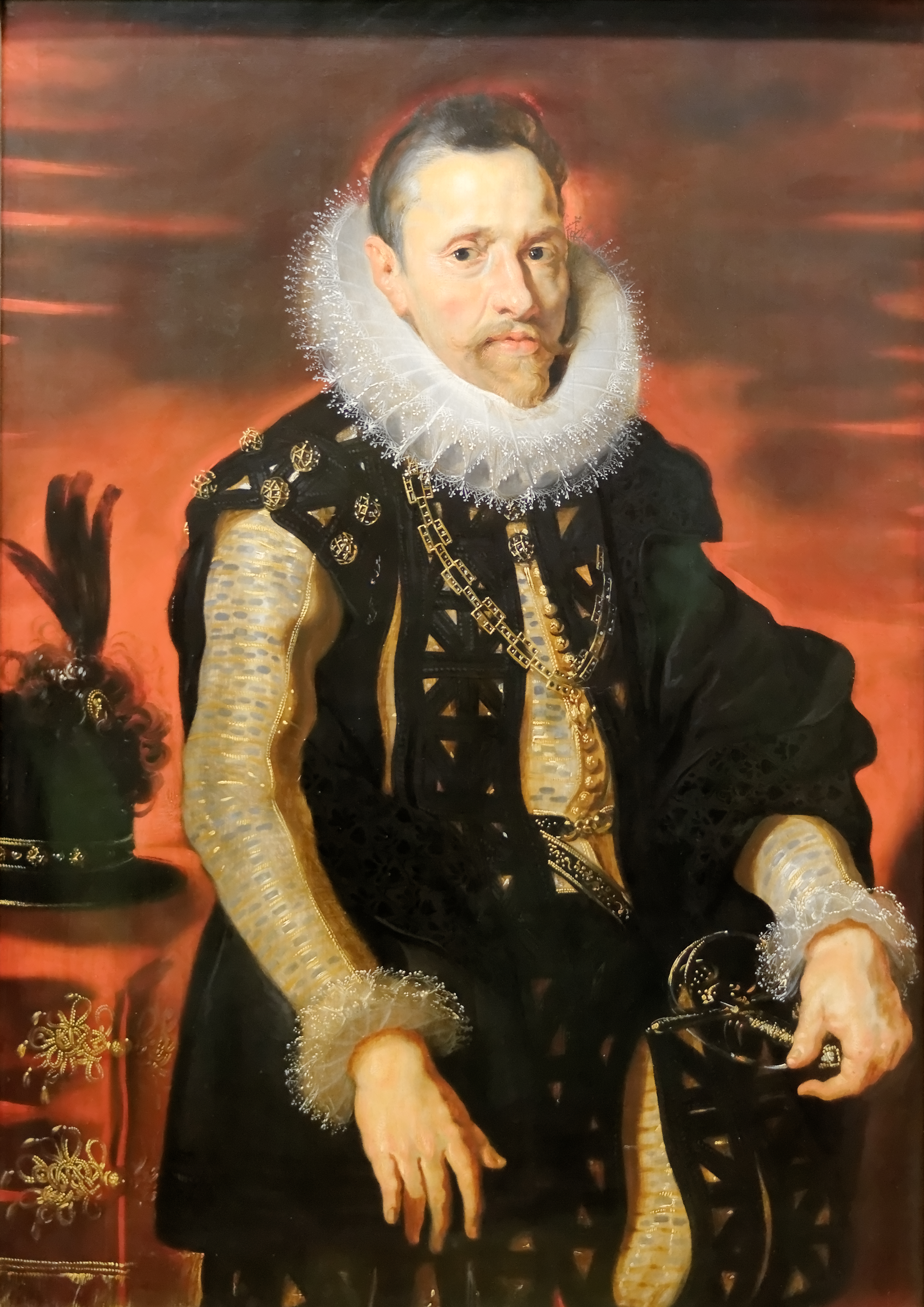
Portrait d'Albert d'Autriche par Rubens (vers 1615).

### Ressources externes
- Notices d'autorité :   - VIAF
  - ISNI
  - BnF (données)
  - IdRef
  - LCCN
  - GND
  - Italie
  - Espagne
  - Pays-Bas
  - Pologne
  - Israël
  - NUKAT
  - Suède
  - Vatican
  - Norvège
  - Tchéquie
  - Brésil
  - Grèce
  - WorldCat
- Ressources relatives aux beaux-arts :   - British Museum
  - ECARTICO
  - Nationalmuseum
  - RKDartists
  - Sandrart.net
- Ressources relatives à la religion :   - Catholic Hierarchy
  - Cardinals of the Holy Roman Church
- Ressource relative à la musique :   - Répertoire international des sources musicales
- Notices dans des dictionnaires ou encyclopédies généralistes :   - Biographie nationale de Belgique
  - Biografisch Portaal van Nederland
  - Britannica
  - Den Store Danske Encyklopædi
  - Deutsche Biographie
  - Diccionario Biográfico Español
  - Dizionario di Storia
  - Enciclopedia De Agostini
  - Gran Enciclopèdia Catalana
  - Hrvatska Enciklopedija
  - Nationalencyklopedin
  - Proleksis enciklopedija
  - Visuotinė lietuvių enciklopedija
- Timbre belge de 1948, avec Albert portrait au Sénat.